# Allée du Belvédère
 (août 2021).
Pour les articles homonymes, voir Belvédère.
L'allée du Belvédère est une voie située dans le 19e arrondissement de Paris, en France.

## Origine du nom

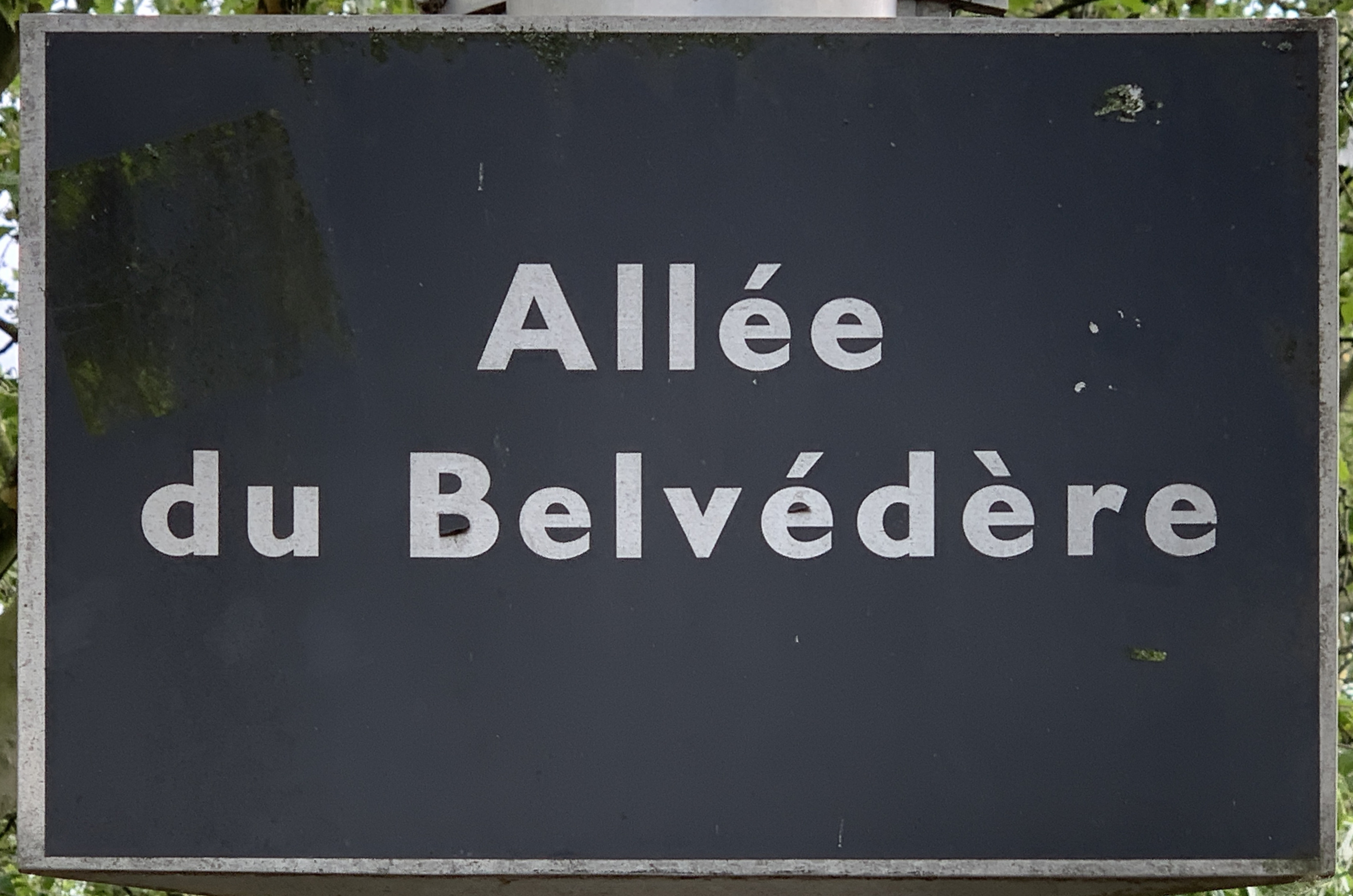
Plaque de l'allée.